# Miloš Joksić
Miloš Joksić (* 26. März 1968 in Belgrad) ist ein serbischer Fußballtrainer.

## Karriere
Miloš Joksić startete seine Trainerkarriere 2008 beim serbischen Verein FK Srem. 2010 ging er nach Thailand. Hier übernahm er in der Hauptstadt Bangkok das Traineramt beim Raj-Pracha FC. Der Verein spielte in der zweiten thailändischen Liga. Nach einer Saison wechselte er 2011 zum amtierenden Meister Muangthong United. Bei dem Erstligisten aus Pak Kret übernahm er das Amt des Co-Trainers. 2012 ging er zum Bangkok FC, wo er das Amt des Trainers übernahm. Der Hauptstadtverein spielte in der zweiten Liga. Seinen ersten Trainerjob in der ersten Liga übernahm er am 1. Januar 2016 beim Erstligaaufsteiger Pattaya United in Pattaya. Nach sechs Monaten wechselte er zum Ligakonkurrenten Nakhon Ratchasima FC nach Nakhon Ratchasima. Hier stand er bis Ende August 2019 unter Vertrag. Von November 2020 bis Dezember 2020 stand er für sechs Spiele an der Seitenlinie vom Erstligisten Ratchaburi Mitr Phol. 2021 kehrte er nach Serbien zurück. Hier nahm ihn der FK Radnički Belgrad unter Vertrag. Für den Verein aus Belgrad stand er bis Mitte Februar 2023 an der Seitenlinie. Am 14. Februar 2023 ging er wieder nach Thailand. Hier war er bis 12. Mai 2023 Co-Trainer beim Erstligisten Muangthong United. Am 27. November 2023 übernahm er das Traineramt bei Muangthong United. Hier löste er den Interimscoach Uthai Boonmoh ab. Am 16. Juni 2024 stand er mit Muangthong im Finale des Thai League Cup. Hier verlor man durch ein Tor von Teerasil Dangda gegen den BG Pathum United FC mit 1:0. Nach der Saison 2023/24 wurde er im Juli 2024 von dem Italiener Gino Lettieri abgelöst. Ende August 2024 löste er den erfolglosen Jukkapant Punpee beim Erstligisten Uthai Thani FC ab. Nach Saisonende 2024/25 wurde sein Vertrag in Uthai Thani nicht verlängert.

## Erfolge
Muangthong United
- Thailändischer Ligapokalfinalist: 2023/24